# Gdański buszbaleset
A gdański buszbaleset 1994. május másodikán történt, helyi idő szerint este hétkor a Gdańsk város közelében,  Lengyelország északi részén. Az áldozatok számát tekintve ez a legsúlyosabb közúti tragédia az országban a második világháború vége óta. A balesetben harminckét ember vesztette életét és negyvenhárman megsérültek. A baleset helyszínén lévő fát 2008-ban kivágták.

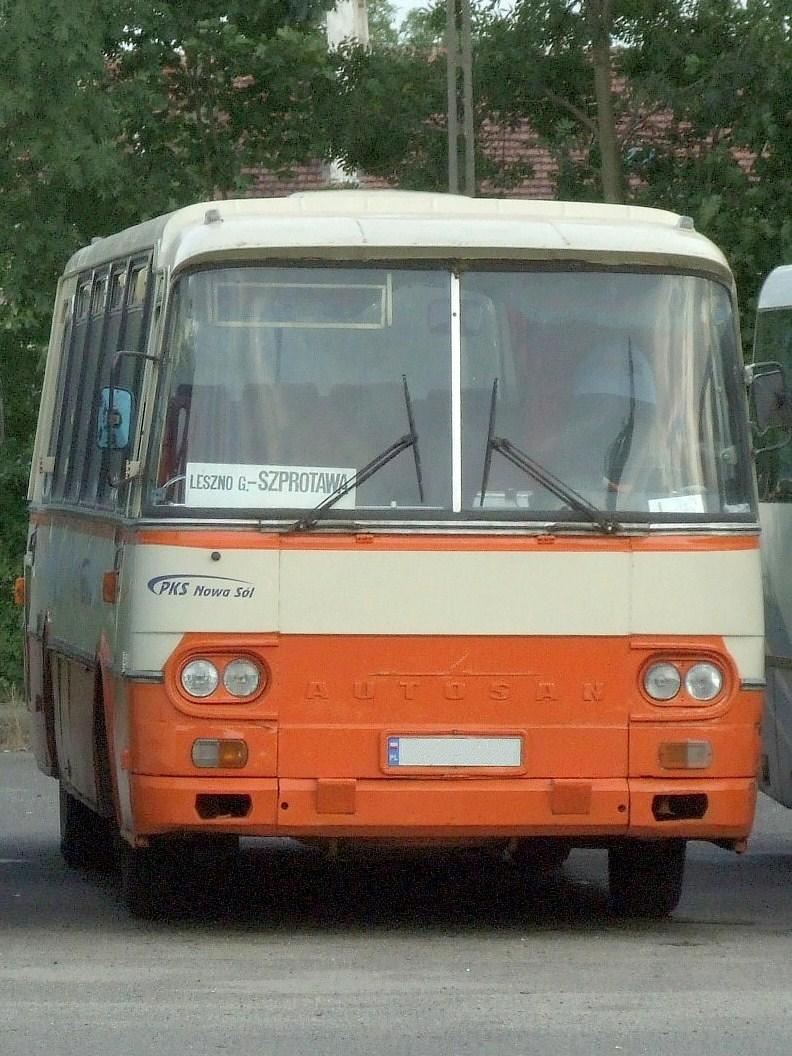
Egy PKS Autosan H9-21-es típusú busz

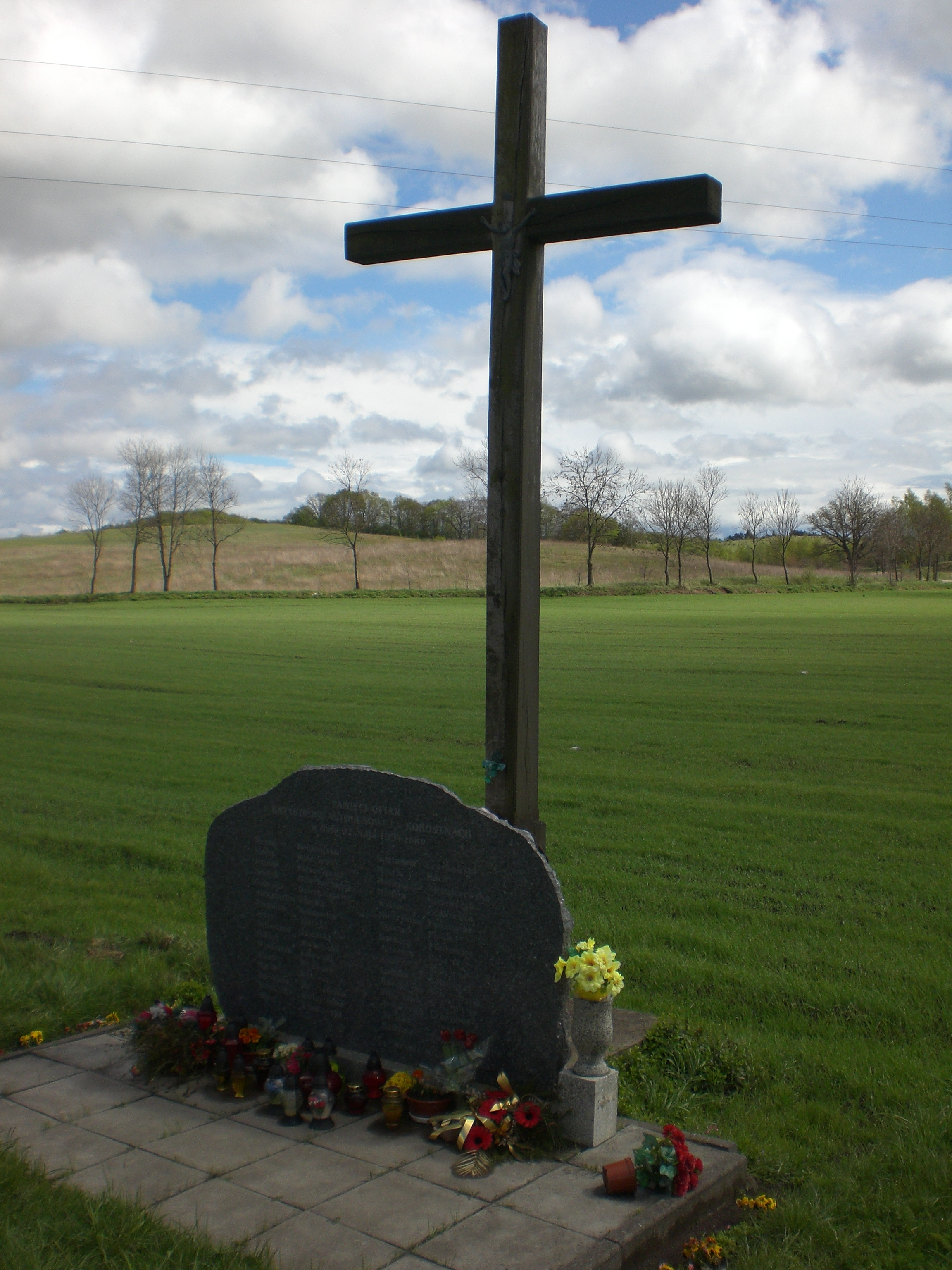
Emlékmű a baleset helyszínén

A baleset egy PKS Autosan H9-21 típusú autóbusszal történt, helyi idő szerint este hét órakor, amikor is egy teherautó megelőzése során defektet kapott a busz jobb első kereke, és az autóbusz nekihajtott egy út menti fának mintegy 60 km/h sebességgel. A buszon a megengedett 51 utas helyett 75 fő utazott. A buszvezető a 39 éves George Marczyński volt.
A baleset helyszíne előtti útszakaszon 50 km/h sebességkorlátozás volt érvényben. Az első tűzoltók a balesetet követő huszadik percben érkeztek ki a helyszínre. A helyszínen 25 holttestet találtak, valamint a kórházba szállítás során további két személy vesztette életét. Három utas a balesetet követő nap éjszakáján hunyt el. A tragédia utáni héten további két személy vesztette életét, így az áldozatok száma harminckettőre emelkedett. A 43 sérült közül sokan súlyos sérüléseket, maradandó károsodásokat szenvedtek.

## Fordítás
Ez a szócikk részben vagy egészben  a   Katastrofa autobusu w Gdańsku című lengyel Wikipédia-szócikk ezen változatának fordításán alapul.  Az eredeti cikk szerkesztőit annak laptörténete sorolja fel. Ez a jelzés csupán a megfogalmazás eredetét és a szerzői jogokat jelzi, nem szolgál a cikkben szereplő információk forrásmegjelöléseként.